# 小山寿
小山寿（こやま ひさし、生年非公開1月4日 - ）は、日本のソングライター・編曲家。onetrap所属。日本工学院八王子専門学校卒業。神奈川県相模原市出身。

## 経歴
神奈川県相模原市出身。高校を卒業後、本格的にレコーディングを学ぶために日本工学院八王子専門学校に入学。2006年にレコーディング・スタジオにてレコーディング・エンジニアとしての活動を経て、現在はonetrapに所属し作曲家・編曲家として活動。
またこれまでに浜崎あゆみ、宮野真守、タッキー&翼などの作曲を手掛けた。

## 主な楽曲提供アーティスト
- 伊藤かな恵
  - 大嫌いで大好き（作曲）
- 大橋彩香
  - ロンリーサンシャイン（作曲）
- 岡咲美保
  - 片想いのサイン（編曲）[3]
- OLDCODEX
  - Bang（作曲）
  - Shelter（作曲）
  - Swamp（作曲）
- 小松未可子
  - トウキョウ・ミッドスカイ（作曲）
- 栞菜智世
  - I&I（作曲）
- Jewel
  - Chocolate（作曲）
- タッキー&翼
  - ユメイログラフィティ（作曲）
- 沼倉愛美
  - 夜と遠心力（作曲）
- 浜崎あゆみ
  - Nonfiction（作曲）
- Faylan
  - wonder fang（作曲）
- MindaRyn
  - Shiny Girl（編曲[4]）
  - THIRD PARTY（編曲[5]）
  - BLACK STAR（作曲・編曲[5]）
  - SURVIVE（編曲[5]）
  - HIBANA（作曲・編曲[5]）
  - Remaining Story（作曲・編曲[5]）
- 宮野真守
  - 覚醒エタニティ（作曲・作詞）
  - ULTRA FLY（作曲）
  - SUPER★SOUL（作曲）
  - DREAM FIGHTER（作曲）
- ゆいかおり
  - New World（作曲）